# جاده ابریشم (کتاب)
جاده ابریشم: تاریخی جدید برای دنیا نام کتابی است نوشته پیتر فرانکوپان استاد دانشگاه در آکسفورد انگلیس و مدیر مرکز تحقیقات بیزانس. نویسنده در این کتاب مرکز زایش بشر را ایران می‌داند.

## موضوع
نویسنده با بیان حقایق تاریخی درصدد اثبات اهمیت ایران باستان است. نویسنده معتقد است که کمپین اسکندر در شرق فرهنگ یونانی را برای دره سند به ارمغان آورده است که در نتیجه آن آیین بودایی شکل گرفت و فرم بازشناختی یونانی آن و مجسمه‌سازی بودایی به سبک امروزی شهرت پیدا کرده است. نویسنده اشاره می‌کند که مسیحیت از طریق رومی‌ها در طول جاده ابریشم توسعه یافت. اسلام نیز در طول این جاده گسترش پیدا کرد. پیشرفت‌های علمی، ایده‌های فلسفی و بسیاری دیگر از پدیده‌ها در جریان تماس شرق و غرب پدید آمدند و گسترش یافته است.
نویسنده در یکی از فصل‌های کتاب نیز نگاهی نزدیک به ظهور مغولها دارد. ظهور اسلاوها و روس‌ها و آغاز دخالت‌های سیاسی آمریکا و انگلیس از قرن ۱۹ میلادی از دیگر سرفصل‌های جاده ابریشم است. نویسنده به گسترش طاعون اشاره کرده و گفته است که نابودی جمعیت در اروپا مزایای خاص خود را داشته است چراکه تعداد کارگران کاهش یافته و دستمزد کارگران بالا رفته و ثروت، اندکی بیشتر گسترده‌تر شده است. در نتیجه زمینه‌های شکوفایی فرهنگی که آن را رنسانس می‌نامند شکل گرفته است.
نویسنده در این کتاب به صلح دوستی محمد بن عبداله و متحدان یهودی ایشان در جامعه اعراب اشاره کرده است.

## نظرات در مورد کتاب
این کتاب در مجله «تایمز» آمریکا، روزنامه «دیلی تلگراف» و در رسانه‌های «اکونومیست»، «ساندی تایمز» و روزنامه «ایندیپندنت» مورد نقد و بررسی قرار گرفته است.